# Amerindienii din Statele Unite ale Americii
Amerindienii din Statele Unite ale Americii sunt populația nativă din America de Nord, pe teritoriul SUA din zilele noastre (incluzând Alaska și Hawaii). Ei sunt compuși din numeroase triburi și grupuri etnice, multe au supraviețuit intacte din punct de vedere politic. Denumirea de americani nativi este un termen controversat. Multe persoane intervievate în acest sens preferă să se numească pe ei înșiși indieni americani sau indieni, termen adoptat și de marea majoritate a presei și de unele grupuri academice, cu toate că această denumire nu îi include pe nativii din insulele Hawaii și pe nativii din Alaska. De la sfârșitul secolului al XV-lea, imigrarea europenilor în Americi și importul de sclavi africani, a dus la secole de conflicte între societatea lumii vechi și cea nouă. Europenii au creat cea mai parte a datelor istorice scrise despre americanii nativi, după imigrația coloniștilor în America. Mulți americani nativi trăiau în societăți de vânători-culegători și își transmiteau istoria lor pe cale orală. În multe grupuri, femeile efectuau cultivarea sofisticată a numeroase soiuri de plante: porumb, fasole și squash. Culturile indigene au fost destul de diferite de cele de agrare, proto-industriale ale majorității imigranților creștini din vestul Eurasiei. Multe culturi native au fost matriliniare, oamenii ocupau terenurile pentru utilizarea de către întreaga comunitate, pentru vânătoare sau agricultură. Europenii la acea vreme au avut culturi patriarhale și-au dezvoltat concepte de drepturi de proprietate individuale cu privire la terenuri care erau extrem de diferite de concepția amerindienilor.
Diferențele de cultură între amerindieni și europenii imigranți, precum și alianțele schimbătoare între diferite națiuni ale fiecărei culturi de-a lungul secolelor, au provocat tensiuni politice extinse, violență etnică și tulburări sociale.
Americani nativi au suferit mari pierderi de la contactul cu europenii din cauza boli infecțioase din Eurasia pentru care amerindienii nu aveau imunitate. Epidemiile de la contactul cu europenii a cauzat cea mai mare pierdere de vieți omenești pentru populațiile indigene. Estimări populației pre-columbiene pentru teritoriul ce astăzi reprezintă SUA variază semnificativ, variind de 1 milion la 18 milioane de amerindieni  După ce coloniile s-au revoltat împotriva Marii Britanii și a fost creată Statele Unite ale Americii, președintele George Washington și Henry Knox a conceput ideea de "civilizare" a americanilor nativi pentru asimilarea lor ca cetățeni americani  Asimilație (ori voluntar ca în cazul indienilor Choctaw, sau forțat)a devenit o politică urmărită consistent de administrațiile americane care se succedau.

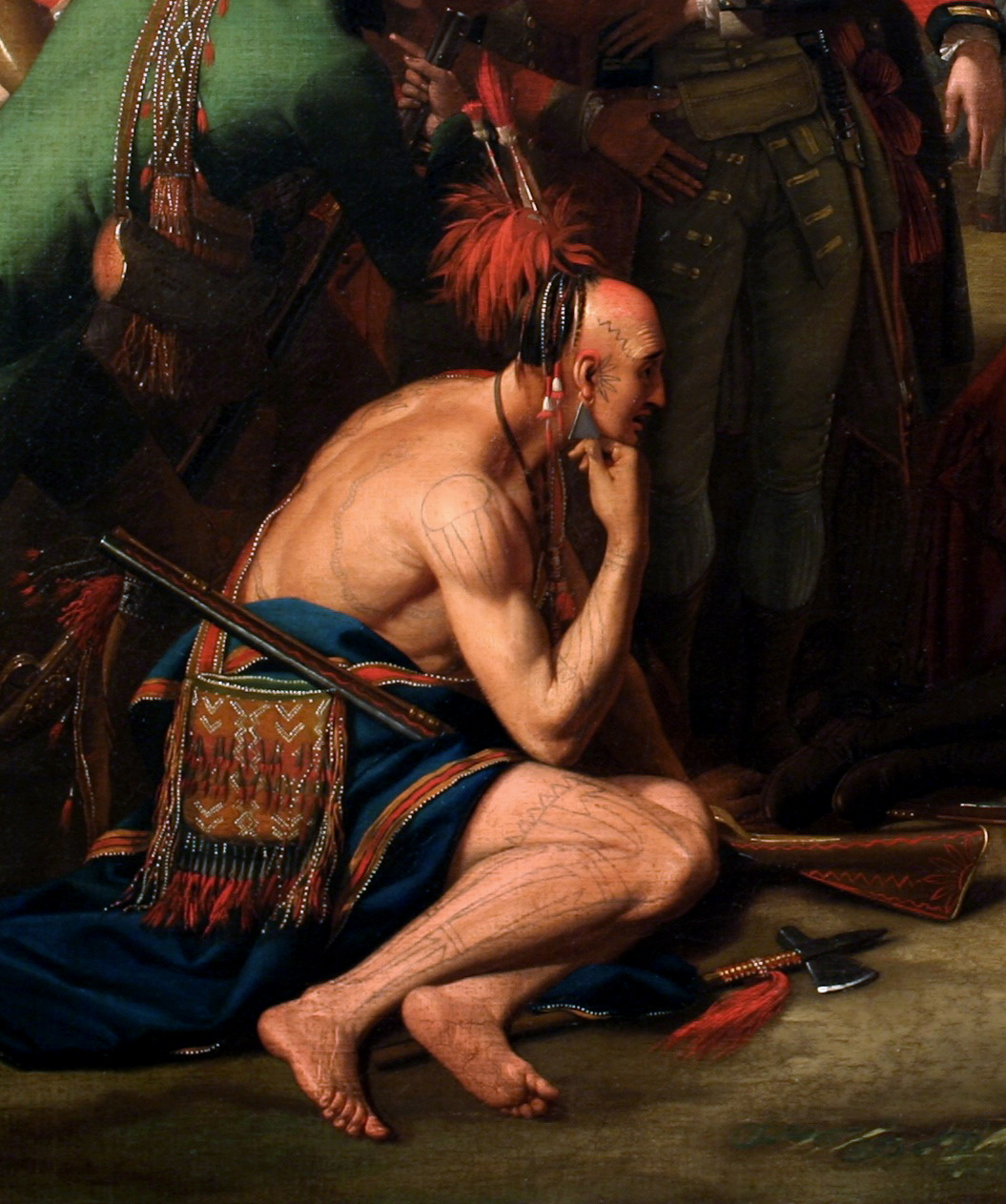
Un amerindian (detaliu dintr-un tablou de Benjamin West)

## Nativii americani în zilele noastre
În ultimul deceniu mai mult de 40.000  de indivizi în Maryland s-au identificat ca fiind Indieni Americani, sau au rădăcini de Indieni Americani. Grupuri din triburi de Indieni Americani acoperă atât malul estic cât și cel vestic, mai mult de jumătate din populația nativă a statului trăiește lângă Baltimore și Washington D.C.
Cel puțin 8 triburi sau grupuri de indieni americani s-au născut în statul Maryland. Sunt de asemenea membri din multe triburi care sunt născuți în statul Maryland. Cam o treime din 17.000 de indieni americani care trăiesc în zona Baltimore sunt Lumbee, un trib care are rădăcini în Carolina de Nord. În ianuarie 2018 statul Maryland a recunoscut formal două triburi de nativi americani din Maryland. Tribul Piscataway și tribul Piscataway Conoy. Aceasta a fost prima dată când statul Maryland a adoptat o acțiune oficială de recunoaștere a petiției pentru statul indienilor din Maryland.
Astăzi, comisia din Maryland a afacerilor indiene servește următoarelor triburi indigene din Maryland:
- Tribul indian Accohannock
- Tribul oamenilor Assateague
- Trupa din Cedarville al indienilor Piscataway
- Trupa indienilor Nause-Waiwash
- Confederația și Sub-triburile Piscataway Conoy
- Nația Indiană Piscataway
- Nația Indiană Pocomoke
- Trupa Râului al Indienilor Shawnee Youghiogheny

## Oameni nativi din Pennsylvania și Delaware
Primii locuitori al locului ce astăzi este Pennsylvania erau oameni din tribul Lenape sau Delaware și tribul Susquehannock. Alte triburi, în particular tribul Nanticoke și Shawnee, au migrat în Pennsylvania și New Jersey după ce au ajuns europenii.
La începutul anilor 1600, în tribul Susquehannock era un număr estimat de 5.000-7.000 de oameni dar până în 1700, numărul lor s-a micșorat la 300, cel mai probabil din cauza bolilor europene. Conform evidenței istorice din 1763, o gloată a linșat restul de 20 de oameni din trib, nimicind în mod tragic tribul și limba lor iroquoiană. Descendenții tribului Susquehannock ar putea să mai existe, dar nu există o comunitate cunoscută de acest fel. Nu există triburi indiene recunoscute federal în Pennsylvania, dar cel mai recent recensământ raportează faptul că există o populație indian americană mai mare decât 12.000. Tribul Lenape continuă să aibă o prezență modernă și lucrează pentru a conserva moștenirea a vorbitorilor de algonquiană din Pennsylvania de Est și Delaware.
Tribul Nanticoke dar și vorbitorii de alonquiană au ocupat  zona dintre malurile Delaware și Chesapeake în ceea ce e azi Maryland și Delaware. Astăzi Asociația Nanticoke Indiană este recunoscută în mod oficial de către statul Delaware.

## Triburi

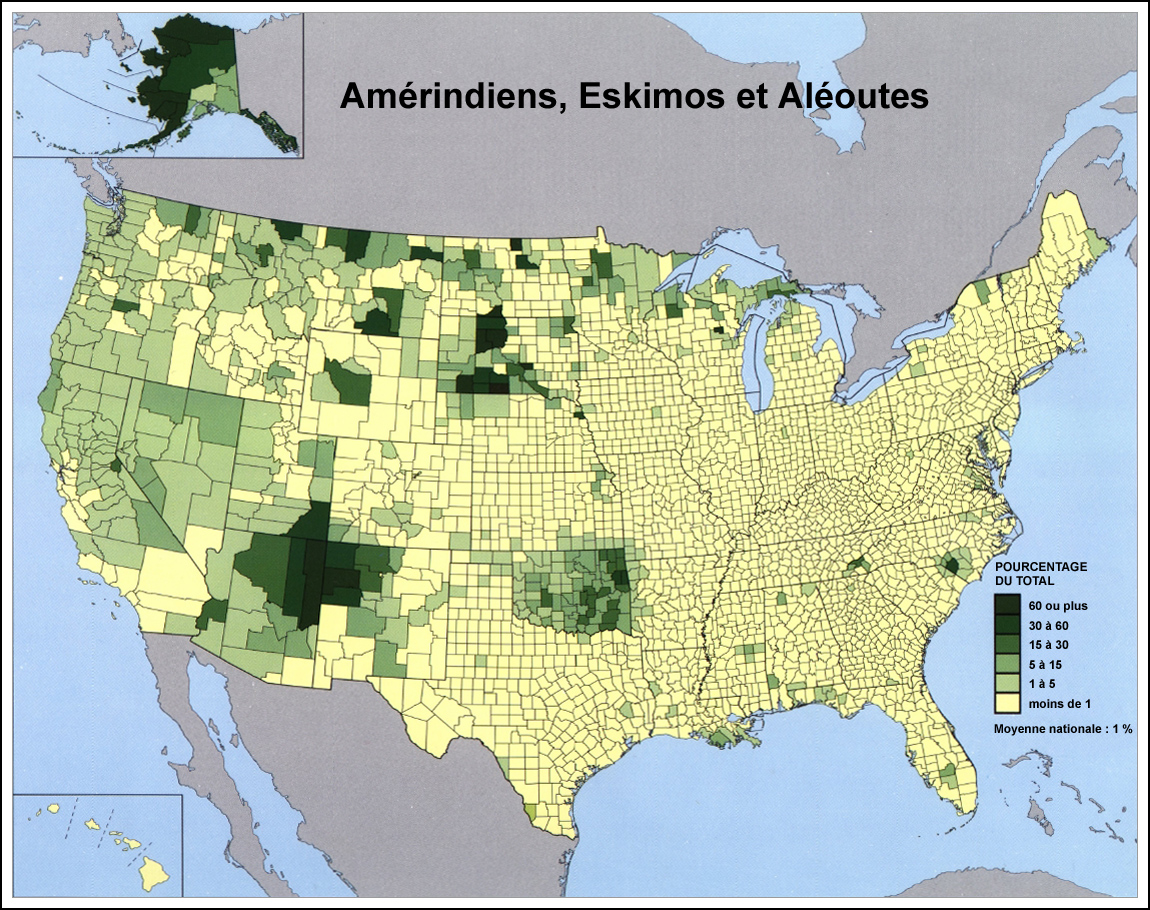
Hartă cu principalele concentrări de amerindieni în SUA

- Irochezi
- Abenaki
- Huroni
- Cele cinci triburi civilizate
  - Cherokee
- Sioux
- Mandani
- Comanși
- Apași
- Navajo
- Hopi
- Zuni
- Athabasca